# Transkarpatien
Transkarpatien (ukrainska Закарпаття, Карпатська Україна, Підкарпатська Русь, ungerska Kárpátalja, polska Zakarpacie) är ett bergsområde i västra Ukraina, vid gränsen till Slovakien och Ungern. Huvuddelen av området ligger i Pannoniska bäckenet, på sydvästsluttningarna av Östkarpaterna och ned mot Stora ungerska slättlandet (Alföld).
Majoriteten av de boende i regionen är rutener (även kallade rusiner). De viktigaste städerna är Uzjhorod, som är huvudort, och Mukatjeve.
Historiskt sett har området hört till Österrike-Ungern, men efter första världskriget kom det att tillhöra det nybildade Tjeckoslovakien. År 1938 överfördes den södra delen till Ungern, som annekterade hela området, som 1939 utgjorde Karpatorutenska republiken, under andra världskriget. Efter krigsslutet 1945 kom Transkarpatien att tillhöra den ukrainska sovjetrepubliken och valde att förbli ukrainskt efter Sovjetunionens fall.